# الديمقراطية السياسية
الديمقراطية السياسية  كتاب للناقد المصري محمد مندور (1907 - 1965) صدر عام 1952. يتناول الكتاب فكرة الديمقراطية السياسية والحريات العامة وأثر إستقرار الإقتصاد على تحقيق العدالة والمساواة وبالتالى تحقيق التقدم الديمقراطى كما يعنى بتوضيح حقوق الإنسان الإقتصادية والسياسة مع وجود نص الإعلان العالمى لحقوق الإنسان الصادر عن الجمعية العمومية.
أكد طارق محمد مندور أن أباه كان مدافعا دائما عن الديمقراطية بل إنه كتب عنها كتابا مهما في ديسمبر 1952 عنوانه «الديمقراطية السياسية» التي كان يراها مدخلا مهما لحصول المواطن على جميع حقوقه في العيش الكريم والسكن اللائق والعلاج والتعليم والمشاركة السياسية الفاعلة التي كانت «حلم مندور السياسى الأكبر كاشتراكي.»

## محتوى الكتاب
سيادة الأمة
الأرستقراطية والديمقراطية
الحريات العامة
المواطن وسياسة وطنه
الديمقراطية والاستقرار السياسي
تحقيق الديمقراطية السياسية
حقوق الإنسان 

## مقتطفات من الكتاب
الديمقراطية عنصرها الأساسي رعاية حقوق الأفراد في المجتمع الذي يعيشون فيه، وضمان هذه الرعاية عن طريق حكمهم لأنفسهم، ورقابتهم المستمرة الفعالة على نظام الحكم.
فما هي حقوق الأفراد؟
عندما يبدأ أحد يبحث عن حقوقه، لا بد أن يعرف أولًا لماذا يحتاج إلى هذه الحقوق. والإجابة على ذلك يسيرة، فإن الإنسان يريد أن يعيش في عالم تتوفر له فيه أقصى ما يمكن أن يتمتع به من العدالة والسعادة.
وكفاح الإنسان من أجل حقوقه هو كفاح الإنسانية كلها منذ فجر التاريخ، هو كفاح كل فرد، وكل شعب، وكل دولة في جميع القرون الماضية. ولقد اضطر المجتمع الإنساني أن يخوض معارك هائلة، مريرة، دامية أحيانًا، من أجل الدفاع عن الحريات؛ حرية الفرد التي تتضمن مثلًا عدم القبض عليه بسبب تعسفي، وبقائه طليقًا متمتعًا بنسمات الحرية، ما دام لم يرتكب ذنبًا يعاقب عليه القانون العام، أو يخل بنظام الجماعة كلها … كذلك فإن كل شعب ليفتخر كل الفخر بتاريخه، ومجده السابق، وما ذلك إلا لأن تاريخه وأمجاده هذه ليس إلا تاريخ الكفاح من أجل حريته السياسية، وحقوق المواطنين جميعًا … من أجل الاستقلال والديمقراطية السياسية، ثم تطور كفاح الإنسانية من المطالبة بالحقوق السياسية العامة، إلى بذل المجهودات الرائعة من أجل ما يمكن تسميته بالحقوق الاقتصادية، من أجل الحق في الحياة بأفضل مستوًى ممكن من المعيشة، وحسن المعاملة، وحق المساواة في الفرص بدون تمييز للجنس أو العنصر أو الدين.
كذلك تطور الكفاح من أجل حقوق الإنسان من الدائرة المحلية الوطنية، إلى المجال الدولي العام … فلم تعد الحقوق تطلب للفرد باعتباره عضوًا في العائلة البشرية جميعًا.
ولقد شنت إنسانيات عصر النهضة في العالم الهجوم السياسي والاجتماعي، الذي استمر في أشكال مختلفة متعددة في القرون السادس عشر، والسابع عشر، والثامن عشر، حتى انتهى إلى إعلان الثورة الفرنسية حقوق الإنسان في عام 1789، ثم إلى مناداة هيئة الأمم المتحدة بالإعلان العالمي لحقوق الإنسان في عام 1948.
(1) حقوق الإنسان السياسية
لخص أحد أساتذة السوربون؛ وهو ألبير باييه، تاريخ كفاح الإنسانية في سبيل حقوق الإنسان، في كتاب صغير رائع بعنوان «تاريخ إعلان حقوق الإنسان» - كان لنا شرف ترجمته إلى اللغة العربية بتكليف من الإدارة الثقافية بجامعة الدول العربية، ونشرته لجنة التأليف والترجمة والنشر. وإننا وإن كنا نوصي كل مواطن بضرورة قراءته والإمعان فيه، إلا أننا مع ذلك نحرص على أن نثبت هنا فقرات منه، فهو يقول: إن الكثيرين كانوا يملؤهم الأمل عند بدء هذا القرن في أن المبادئ التي أعلنتها الثورة الفرنسية سنة 1789، وقد كسبت المعركة نهائيًّا، وأنه لا يمكن أن تقيمها في سبيل التقدم البشري قوى الجمود والتعصب والحمق، فالفاشية والعنصرية لا تقولان ولا تعملان إلا ما قيل وعمل في أحلك ساعات الماضي؛ وذلك لأن البشر لم ينتظروا قيام هذه المذاهب لكي يحرقوا الكتب، ويلقوا بالمعارضين، ويلغوا الحريات السياسية، ويلقنوا عبادة الرئيس، ويمجدوا حقوق القوة. ومع ذلك، فإن هذه العاديات تعرض اليوم كابتكارات فنية، وكثيرًا ما يحدث أن ينخدع بها الجانب الأكثر سذاجة من الجمهور.
صدرت وثيقة إعلان حقوق الإنسان عام 1789 عن أربعة مبادئ أساسية:
(1) يولد الناس أحرارًا، ويظلون أحرارًا متساوين في الحقوق.
(2) يمكن للناس أن يفعلوا كل ما لا يضر الغير. وبناءً على ذلك يمكنهم أن يفكروا ويتكلموا ويكتبوا ويطبعوا في حرية.
(3) للمواطنين الذين تتكوَّن منهم الأمة الحق المطلق في إدارتها.
(4) يجب على الأمة صاحبة السلطان أن تضع نُصب عينيها دائمًا حقوق الأفراد من جهة، والمصلحة العامة من جهة أخرى.
وهكذا يقرر المبدأ الأول حرية الإنسان وحقه في المساواة في الحقوق العامة مساواة لا تلغي التفاوت الاجتماعي، ولكنها لا تمنع أحدًا من الوصول إلى وظائف الحكم والإدارة، بحجة أنه لا ينتمي إلى طبقة عليا، فواضعو الوثيقة لم تعد لديهم إلا طبقة واحدة هي طبقة الرجال. وبناء على ذلك، تعلن المادة الأولى من الوثيقة «أن التفاوت الاجتماعي لا يمكن أن ينهض إلا على أساس المنفعة العامة.» وتضيف المادة الرابعة أن جميع المواطنين لما كانوا متساوين أمام القانون، فإنهم متساوون أيضًا في إمكان الوصول إلى كافة المراتب، والمناصب والوظائف العامة، تبعًا لكفاياتهم، ودون أي تمييز بينهم غير ما يتحلون به من فضائل ومواهب. وتذهب الوثيقة لأبعد من ذلك، فلا تقف في سرد الحقوق الطبيعية الخالدة التي يتساوى أمامها الناس عند ذكر الأمن، وحق مقاومة الظلم؛ أي الحرية، بل تذكر أيضًا «الملكية». ومن هنا ينتج أن أي نظام يكون فيه البعض مالكين، والآخرون غير مالكين، دون أن يستند هذا التمييز إلى أساس من الفضيلة والموهبة مضادًا للمبدأ الأول من مبادئ سنة 1789.
والمبدأ الثاني واضح، فالحرية عند محرري الوثيقة هي «القدرة على عمل كل ما يضر بالغير.» وبعبارة أخرى: «إن مزاولة كل إنسان لحقوقه الطبيعية لا حدود لها، غير تلك التي تضمن لأعضاء الهيئة الاجتماعية الآخرين التمتع بنفس الحقوق.»
ومثل هذا التعريف يتضمن حق كل إنسان في أن يفكر، وفي أن يعبر عن آرائه، وصيغ ذلك في مادتين، فقالت المادة العاشرة: إنه «لا يجوز أن يضار أحد بسبب آرائه، حتى الدينية منها، وذلك ما دامت مظاهرها لا تخل بالأمن العام الذي يكفله القانون.» وقالت المادة الحادية عشرة: «إن حرية التعبير عن الأفكار والآراء حق من أثمن حقوق الإنسان؛ ولذلك فلكل مواطن أن يتكلم وأن يطبع في حرية، غير مسئول إلا عن سوء استعمال تلك الحرية في الحالات التي يحددها القانون.»
والمبدأ الثالث يقرر سيادة الأمة؛ أي الديمقراطية. وأعلنت المادة الثالثة في صراحة «أن مصدر كل سيادة يتركز بصفة أساسية في الأمة، فلا تستطيع أيه هيئة أو أي فرد أن يزاول سلطة لا تصدر عنها صراحة.»
ولكي لا يظل هذا المبدأ نظريًّا، لم يكتف النص على أن المواطنين هم أصحاب الحق في إدارة الأمة، بل حرصت الوثيقة على أن تنص على واجبهم في أن يضعوا هم بأنفسهم، أو بواسطة ممثلين لهم، القوانين، وأن يحددوا نوع ومقدار الضرائب العامة، وأن يشرفوا على إنفاقها.
والمبدأ الرابع يحدد للمواطنين الطريقة التي يجب أن يستخدموا بها سيادتهم، فحددوا واجب الشعب في أن يحتفظ دائمًا للفرد بحقوقه الطبيعية الخالدة، كما أن عليه أن يضع نصب عينيه المصلحة العامة ومنفعة الجميع.
وقد كان لتضافر الأفكار والشعوب خلال أكثر من ألفي عام الفضل في انبثاق تلك الوثيقة الشهيرة في عام 89، والمبادئ التي تعلنها غنية منذ نشأتها بتراث إنساني ضخم من التجارب، وهي تحمل في ثناياها القيم الأساسية، وآراء الحكماء، وإرادة الشعوب، والتضحيات العديدة التي بذلنا من أجل تحقيق المثل الإنسانية العليا، فبرزت بروزًا واضحًا في المجالين الفكري والسياسي.
أما المجال الاقتصادي، فقد ظل ينتظر مجهودًا آخر كمجهود عام 1789.
(2) حقوق الإنسان الاقتصادية
إن النظام الذي نسير عليه اليوم يسمى بالنظام الرأسمالي، ولكن هذا الإصلاح غامض؛ وذلك لأن عبارة رأس المال ليس لها معنى دقيق الحدود، والحياة الاقتصادية الحديثة قد تضمَّنت دائمًا وجود رءوس أموال؛ أي أموال منقولة أو ثابتة، يسعى أصحابها إلى استثمارها، ولكن الرأسمالية التي يدل معناها الواسع على استخدام رءوس الأموال تتخذ مظهرين مختلفين تمام الاختلاف؛ وذلك حسبما تكون هذه الأموال ملكًا لصاحب العمل أو ملكًا للآخرين، وحسبما تكون المنافسة أو الاتفاق بين أصحاب العمل. والمظهر الثاني هو اليوم المظهر المسيطر، فأصحاب الأعمال الكبيرة ومديروها لا يغذونها بأموالهم الخاصة وأموال أُسَرهم، بل بالأموال التي يقدمها صغار المدَّخرين ومتوسطوهم. وهم فوق ذلك بدلًا من أن ينافس بعضهم بعضًا، نراهم قد اعتادوا التجمع فيما يسمى «التراست» - أي اتحاد شركات الاحتكار - التي تسيطر على ميادين الاقتصاد المختلفة، من بنوك إلى صناعات الصلب إلى مناجم الفحم إلى النسيج، إلى السماد إلى الكهرباء … إلخ.
والنتيجة من كل هذا أننا نرى اليوم نظامًا إقطاعيًّا جديدًا، وخلق النظام الاقتصادي الحالي ملوكًا للحديد والفحم والسماد والبنوك، وهم يسيطرون منفردين على هذا الجزء أو ذاك من الاقتصاد، ومجتمعين على الاقتصاد كله.
وهل السلطة التي تملكها هذه الإقطاعات المالية أقل من السلطة التي كانت تملكها الإقطاعية الأرضية في العهد القديم؟ إنها سلطة أكبر من عدة نواحٍ.
الإقطاعيون الجدد يتحكمون في صغار الرأسماليين ومتوسطيهم؛ أي من المساهمين الذين أودعوا لديهم مالهم، دون أن يكون لهم في الواقع أي إشراف على طريقة استخدام هذا المال. إنهم يسيطرون على صغار الزراع والمقاولين والتجار ومتوسطيهم، الذين يضطرون للخضوع لإرادة الاحتكار؛ خوفًا من خوض معارك يعرفون من قبل أنهم فاقدوها، وأنهم يسيطرون بواسطة تحديد الأجور على جميع أولئك الذين يضطرون، بحكم حرمانهم من أدوات الإنتاج، إلى تأجير عمل أدفعتهم وأذرعهم إلى مَن يحرزون تلك الأدوات.
إنهم يسيطرون بواسطة تحديد الأسعار على مجموع المستهلكين الذين يضطرون، بحكم إلغاء المنافسة، إلى الدفع بدون مناقشة.
ولقد يُردُّ على ذلك بأن السلطات العامة الصادرة عن الشعب تستطيع أن تقاوم رجال المال، بل ومن واجبهم أن تقاومهم. وهذا صحيح من الناحية النظرية.
ولكن هؤلاء الإقطاعيين الجُدد قد اكتشفوا منذ عهد بعيد فن استعباد الدولة، والرشوة هي أسمك أسلحتهم، فتراهم يرمون شباكهم على وزير، وعلى رجال السياسة، لكي ينتزعوا منهم بال القرارات المربحة التي يريدونها.
ثم إن هناك وسيلة أخرى أكثر من السابقة غلة، وهي وضع رجال المال أيديهم على الصحف باسم حرية الصحافة، وذلك إما بشرائها، وإما السيطرة عليها بمَنْحها الإعلانات، التي لا تستطيع أن تعيش بدونها، أو حرمانها منها. وعندما يمتلكون هذا السلاح الخطير نراهم يستعملونه بطرق ثلاث؛ أولاها: أن ينظموا حملات سباب وتشهير ضد رجال السياسة الذين يرفضون طاعتهم، وهناك وريقات خاصة (صحف) مخصصة لهذه الغاية، وثانيها: اتخاذ التدابير اللازمة لكي تفوز الحكومات المطيعة بتلك الثقة التي تنجح بفضلها في عقد القروض، وأما الحكومات العاصية فمآلها إلى الاندحار أمام الذعر الاقتصادي المنظم، وأخيرًا تأتي الطريقة الثالثة، وهي أخطرهم جميعًا؛ إذ نرى الصحافة الكبيرة المُعدَّة إعدادًا تقنيًّا قويًّا تبسط تأثيرها المباشر على الرأي العام؛ أي على الناخبين. وبفضل الأخبار المغرضة أو الكاذبة تملي على جانب كبير من الرأي العام اتجاهات تفكيره، وبذلك نرى الملايين المضللين يخدمون على غير وعي منهم ألاعيب السيطرة المالية وهم يعتقدون في سذاجة أنهم يخدمون المصلحة العامة.
وهكذا يقفز البصر أن النظام الاقتصادي الحالي يتضمن اعتداء يوميًّا على وثيقة حقوق الإنسان؛ فالفلاح في أرضه، والمقاول الصغير في مكتبه، والتاجر الصغير في حانوته، مضطرين للخضوع لإرادة الاحتكار الإقطاعية، وكذلك فلا المواهب ولا الفضائل هي التي تمكن الإقطاعيين الجُدد من أن يأمروا بينما يطيع الباقون، كذلك فإن وثيقة حقوق الإنسان تنص على أن التفاوت الاجتماعي لا يمكن أن يكون له أساس غير المنفعة المشتركة، ومع ذلك فالامتيازات التي يتمتع بها رؤساء الاحتكار مضادة للمنفعة المشتركة، وتنص وثيقة الإنسان على أن الأمة هي مصدر كل سلطة، وأي هيئة أو فرد لا يستطيع أن يزاول سلطة لا تصدر عنه. ومع ذلك، فإن سيادة الأمة تحيطها كل يوم قوة الاحتكار وسلطة رؤساء الاحتكار لا تصدر بأي نحو عن الأمة، كما تنص وثيقة الإعلان على أن حرية التعبير عن الأفكار حق من أثمن حقوق الإنسان، وأن كل مواطن يستطيع بناءً على ذلك أن يتكلم ويكتب ويطبع في حرية، ومن ذلك فإن الإقطاعيين الجدد قد أخذوا - في الواقع - يضعون أيديهم على وسائل التعبير عن الأفكار.
هل يمكن أن نستنتج من كل ذلك ضرورة القيام في المجال الاقتصادي بمثل ما قام به عام 1789 إذا أردنا أن نظل أوفياء لروح وثيقة الإنسان؟
يجيب على نفسه الأستاذ ألبير باييه، فيُورد نص المواد الثمانية الأولى من المشروع لتكملة وثيقة حقوق الإنسان - وضعته رابطة حقوق الإنسان في مؤتمرها الذي عقدته بمدينة ديجون في 21 يوليه سنة 1936 - وهي تعوق مجموعها من أسس وثيقة هيئة الأمم المتحدة الخاصة بالإعلان العالمي لحقوق الإنسان.
(3) هيئة الأمم تعلن حقوق الإنسان
كان من نتائج الحرب العالمية الأخيرة أن استقرت في أذهان شعوب العالم الحاجة الملحة إلى الاعتراف بحقوق الإنسان الأساسية، ووضع كل الوسائل التي تضمن احترامها. وبالفعل تضمنت مقترحات دومبارثن أوكس ضرورة تعزيز احترام حقوق الإنسان وحرياته الأساسية، وحينما اجتمع ممثلو الأمم المتحدة في سان فرنسيسكو عام 1945، انهالت عليهم الخطابات تدعوهم إلى إيلاء هذه المسألة الحيوية عناية خاصة، وكان أن ذكرت حقوق الإنسان في ديباجة ميثاق الهيئة، وفي ست مواد مختلفة منه.
ولم تكد تتكون هيئة الأمم المتحدة، حتى فكر المجلس الاقتصادي والاجتماعي التابع لها في وضع مشروع بإعلان حقوق الإنسان، ومشروع باتفاق دولي يتضمن تلك الحقوق، ومشروع ثالث بالوسائل العملية اللازمة لتنفيذها. وبالفعل ألف المجلس لجنة من ثمانية عشر عضوًا لوضع هذه المشروعات الثلاثة وسماها «لجنة حقوق الإنسان». وبعد أن خصصت تلك اللجنة ثلاث دورات وما يقرب من عامين لإنجاز هذه المهمة، تقدمت إلى المجلس الاقتصادي والاجتماعي بمشروع لإعلان حقوق الإنسان، وببعض تخطيطات لمشروع اتفاق دولي بتلك الحقوق، وفي الجلسة المائة والاثنين والأربعين، التي عقدتها الجمعية العمومية لهيئة الأمم المتحدة في 24 سبتمبر سنة 1948، قررت الجمعية تحويل هذه الوثائق على اللجنة الثالثة للهيئة. وخصصت هذه اللجنة الثالثة خمسة وثمانين اجتماعًا لهذا الغرض، باذلة من الوقت والاهتمام له أكثر من أي موضوع آخر ناقشته الهيئة. وأخيرًا انتهت الموافقة على المشروع في 7 ديسمبر. وبعد ثلاثة أيام؛ أي في 10 ديسمبر سنة 1948، أقرت الجمعية العمومية الإعلان العالمي لحقوق الإنسان. وافقت عليه ثمان وأربعون دولة، وامتنعت عن التصويت ثمانٍ، وتغيبت اثنتان. وكانت بعض الدول مثل الاتحاد السوفييتي ترغب في إضافة تحسينات وتعديلات عليه تزيد من قيمته، وخاصة بالنسبة لحقوق الشعوب.
وبعد هذا الحدث التاريخي، دعت الجمعية العمومية جميع الدول الأعضاء لنشر نص الإعلان، والعمل على بثه وعرضه وقراءته وشرحه، خاصة في المدارس والمعاهد التهذيبية، دون تفرقة مبنية على الأوضاع السياسية القائمة في مختلف البلدان والأقاليم.

## نص الإعلان العالمي لحقوق الإنسان
ديباجة
أما وأن الاعتراف بكرامة الإنسان المتأصلة في كيان أعضاء الأسرة البشرية جميعًا، وبحقوقهم المتساوية التي لا انتزاع لها، وإنما هو أساس الحرية والعدل والسلام في العالم.
وأن تجاهل حقوق الإنسان واختيارها قد أفضيا إلى أعمال همجية استثارت الإنسانية، وأن انبثاق عالم يتمتع فيه المرء بحرية القول والعقيدة، ويتحرر من الخوف والعوز، قد أعلن أرفع ما يصبو إليه الناس.
وأن سيادة القانون لا بد منها لحماية حقوق الإنسان، حتى لا يلجأ المرء مضطرًّا في آخر أمره بالظلم والطغيان إلى دفعهما عنه بالثورة.
وأن من الجوهري العمل على تنمية العلاقات الودية بين الأمم، وأن شعوب الأمم المتحدة قد أكدت من جديد إيمانها بحقوق الإنسان الأساسية، وبكرامة وقيمة الشخصية البشرية، وبمساواة الرجال والنساء في الحقوق، كما أعلنت عزمها على تعزيز الرقي الاجتماعي، وأن تهيئ ظروفًا أفضل للحياة، تحت ظل من الحرية أوسع مدى.
وأن الدول الأعضاء قد تعهدت أن تحقق، بالتعاون مع الأمم المتحدة، الاحترام العلي لحقوق الإنسان وحرياته الأساسية.
وأن الفهم المشترك لهذه الحقوق والحريات ذو أهمية عظمى للإيفاء بهذا العهد إيفاء تامًّا.
فإن الجمعية العمومية تعلن:
هذا الإعلان العالمي لحقوق الإنسان كمثل أعلى مشترك، تسعى إلى بلوغه كافة الشعوب وكافة الأمم؛ وذلك لكي يحاول جميع الأفراد وجميع هيئات المجتمع — وقد استقرت في نفوسهم هذه النصوص — أن يعملوا بواسطة التعليم والتربية على تنمية واحترام هذه الحقوق والحريات، وضمان الاعتراف بها وتطبيقها فعليًّا بواسطة إجراءات مطردة في المجالين القومي والدولي، وذلك بين شعوب الدول الأعضاء ذاتها، أو بين شعوب الأراضي الموضوعة تحت إشرافها.
المادة 1: يولد الناس أحرارًا متساوين في الكرامة والحقوق، وقد وهبوا عقلًا وضميرًا، وعليهم أن يعامل بعضهم بعضًا بروح الإخاء.
المادة 2: (1) لكل إنسان أن يتمتع بكافة الحقوق والحريات الواردة في هذه الوثيقة، وذلك بدون تمييز من أي نوع، مثل: العنصر، واللون، والجنس، واللغة، والدين، والرأي السياسي، أو غيره من الآراء، والأصل القومي أو الاجتماعي، والملكية، والنسب، أو ما إليه.
(2) وفوق ذلك لن يكون هناك أي تمييز يستند إلى الوضع السياسي أو القانوني أو الدولي للبلد أو الإقليم الذي ينتمي إليه المرء، سواء أكان ذلك البلد أو الإقليم مستقلًّا، أو تحت الوصاية، أو غير متمتع بالحكم الذاتي، أو مقيدًا في سيادته بأي قيد آخر.
المادة 3: لكل فرد الحق في الحياة وفي الحرية، وفي أن يعيش آمنًا مطمئنًا.
المادة 4: لا يُسترقُّ ولا يستعبد أحد، والرق والنخاسة في كافة صورهما ممنوعان
المادة 5: لا ينزل التعذيب بأحد، ولا يعامل أحد أو يعاقب بشكل غير إنساني أو مُزرٍ بالكرامة.
المادة 6: لكل إنسان الحق في أن يُعترف له في كل مكان بشخصيته القانونية.
المادة 7: الجميع متساوون أمام القانون، ولكل فرد - دون أي تمييز، وعلى قدم المساواة - الحق في أن يحتمي به. وللجميع الحق في الحماية ضد كل تمييزٍ يُعتبر خروجًا على هذا الإعلان، وضد كل تحريض على هذه التمييز.
المادة 8: لكل إنسان الحق في الالتجاء الفعلي إلى القضاء الوطني، المختص بالنظر في كل اعتداء على الحقوق الأساسية المعترف له بها في الدستور والقوانين.
المادة 9: لا يجوز القبض على أحد أو حبسه أو نفيه بإجراء تعسفي.
المادة 10: لكل إنسان الحق على قدم المساواة التامة في أن تسمع دعواه بطريقة عادلة وعلنية أمام محكمة مستقلة وغير متحيزة؛ لتقضي في حقوقه والتزاماته، أو في وجود أساس لكل اتهام يوجَّه إليه في المسائل الجنائية.
المادة 11: (1) كل متهم بعمل جنائي مفروض براءته إلى أن تثبت إدانته قانونًا، بتحقيق علني تتوفر فيه كافة الضمانات اللازمة لدفاعه عن نفسه.
(2) لا يجوز أن يحكم بإدانة أحد لعمل قام به أو امتنع عنه، ما لم يكن ذلك مُعاقبًا عليه عند حصوله بموجب القانون الوطني أو الدولي، كما أنه لا يجوز توقيع عقوبة أشد من تلك التي كانت توقع وقت ارتكاب العمل الإجرامي.
(3) لا يجوز - في حال من الأحوال - ممارسة هذه الحقوق والحريات على نحو يتعارض مع أهداف ومبادئ الأمم المتحدة.
المادة 12: لا يجوز أن يتعرض أحد لتدخل تعسفي في حياته الخاصة، أو في أسرته، أو منزله، أو مراسلاته، ولا أن يُعتدى على شرفه وسمعته. ولكل إنسان الحق في حماية القانون ضد مثل هذا التدخل وذلك الاعتداء.
المادة 13: (1) لكل إنسان الحق في التنقل بحرية، وفي اختيار سكنه داخل الدولة.
(2) لكل إنسان الحق في أن يغادر أي بلد، بما في ذلك بلده، وأن يعود إليه.
المادة 14: (1) لكل إنسان الحق، عند الاضطهاد، في أن يبحث عن ملجأ، وأن يتمتع في البلاد الأخرى بوجود هذا الملجأ.
(2) لا يجوز أن يحتج بهذا الحق في حالة اتخاذ إجراءات قائمة على أساس حقيقي، نتيجة لجريمة من جرائم القانون العام، أو لأعمال مضادة لمبادئ وأغراض الأمم المتحدة.
المادة 15: (1) لكل إنسان الحق في أن تكون له جنسية.
(2) لا يحرم أحد، تعسفًا، من جنسيته، ولا من حقه في تغييرها.
المادة 16: (1) لكل رجل وامرأة منذ سن البلوغ بدون أي قيد يرجع إلى العنصر أو الجنسية أو الدين الحق في الزواج وتكوين عائلة، وحقوقهما متساوية من حيث الزواج أثناء قيامه وعند انفصاله.
(2) لا يجوز أن يعقد الزواج إلا بموافقة الزوجين في حرية ورضًا تام.
(3) الأسرة هي العنصر الطبيعي والأساسي للمجتمع، ولها الحق في حماية الهيئة الاجتماعية والدولية.
المادة 17: (1) لكل إنسان الحق في الملكية سواء بصفة فردية أو جماعية
(2) لا يحرم أحد من ممتلكاته تعسُّفًا.
المادة 18: لكل إنسان الحق في حرية التفكير والعقيدة والدين. وهذا الحق يتضمن حرية تغيير دينه أو عقيدته، كما يوليه الحرية في الإعراب عنهما، سواء بصفة فردية أو في جماعة، وسواء أكان ذلك في السر أو في العلن، بواسطة التعليم ومزاولة الطقوس والشعائر والمراسيم.
المادة 19: لكل إنسان الحق في حرية الرأي والتعبير. وهذا الحق يتضمن الحرية في اعتناق الآراء بدون تدخل من الغير، واستقصاء وتلقي ونشر الأخبار والآراء بأية وسيلة من الوسائل، ودون اعتبار للحدود.
المادة 20: (1) لكل إنسان الحق في حرية الاجتماع وتكوين الجمعيات السلمية.
(2) لا يرغم أحد على الانضمام إلى أي جمعية.
المادة 21: (1) لكل إنسان الحق في أن يشارك في إدارة شئون بلاده العامة، وذلك بصفة مباشرة أو بواسطة ممثلين منتخبين انتخابًا حرًّا.
(2) لكل إنسان الحق في تولي الوظائف العامة في بلده على أساس المساواة.
(3) إرادة الشعب هي مصدر السلطات العامة. وهذه الإرادة يجب أن يعبر عنها بواسطة انتخابات دورية شريفة، على أساس الاقتراع العام والسري المساوى فيه بين الناخبين، أو تبعًا لنظام مماثل يكفل حرية التصويت.
المادة 22: لكل إنسان - بصفته عضوًا في الهيئة الاجتماعية - الحق في التأمين الاجتماعي، وله الحق بفضل المجهود القومي والتعاون الدولي، ووفقًا لنظام وموارد كل دولة في أن ينال الحقوق الاقتصادية والاجتماعية والثقافية اللازمة لكرامته، ولتنمية شخصيته تنمية طليقة.
المادة 23: (1) لكل إنسان الحق في العمل والحرية في اختياره بشروط عادلة مواتية، كما أن له الحق في الحماية من البطالة.
(2) لكل إنسان - دون أي تمييز - الحق في الحصول على أجر متساوٍ عن عمل متساوٍ.
(3) لكل من يعمل الحق في أجر عادل مجزٍ، يكفل له ولأسرته حياة تتفق مع الكرامة البشرية، ويُكمَّل عند الضرورة بأية وسيلة من وسائل الحماية الاجتماعية.
(4) لكل إنسان الحق في أن يُكوِّن وأن ينضم إلى نقابات حمايةً لمصالحه.
المادة 24: لكل إنسان الحق في الراحة، وأن يتمتع بأوقات فراغ، وينطوي هذا الحق على تحديد معقول لساعات العمل، وعلى الحصول على إجازات دورية بأجر.
المادة 25: (1) لكل إنسان الحق في مستوى من الحياة يضمن له ولأسرته الصحة والرخاء، وبخاصة فيما يتعلق بالمأكل والمسكن والعناية الصحية والخدمات الاجتماعية الضرورية، كما أن له الحق في التأمين عند البطالة، والمرض والعجز، والترمل والشيخوخة، وفي كل حالة أخرى يفقد معها أسباب معاشه نتيجة لظروف لا دخل لإرادته فيها.
(2) للأمومة والطفولة الحق في عناية ومساعدة خصوصيتين. وجميع الأطفال، سواء المولودين منهم في الزواج أو غير الزواج، يتمتعون بنفس الحماية الاجتماعية.
المادة 26: (1) لكل إنسان الحق في التعليم، ويجب أن يكون التعليم مجانًا في المرحلتين الأولية والأساسية على الأقل، والتعليم الأولي إجباري، ومن الواجب تعميم التعليم الفني والمهني. والدراسات العليا يجب أن تتاح للجميع بالتساوي التام وفقًا لمواهبهم.
(2) يجب أن يهدف التعليم على تنمية الشخصية الإنسانية، وتقوية احترام حقوق الإنسان وحرياته الأساسية، وإلى تعزيز التفاهم والتسامح والصداقة بين كافة الأمم والجماعات البشرية والدينية، وإلى دعم مجهود الأمم المتحدة لتوطيد السلام.
(3) للوالدين حق الأولوية في اختيار نوع التعليم لأولادهم.
المادة 27: (1) لكل إنسان الحق في أن يشترك بحرية في حياة المجتمع الثقافية، وأن يتمتع بالفنون، وأن يساهم في التقدم العلمي وما ينجم عنه من منافع.
(2) لكل إنسان الحق في أن تُحمَى المصالح الأدبية والمادية الناجمة عن كل إنتاج له، في العلوم والآداب والفنون.
المادة 28: لكل إنسان الحق في أن يسود نظام اجتماعي ودولي يضمن معه تحقيق الحقوق والحريات المنصوص عنها في هذا الإعلان تحقيقًا تامًّا.
المادة 29: (1) على كل إنسان واجبات نحو الهيئة الاجتماعية، التي من الممكن أن تنمو فيه وحدها شخصيته نموًّا حرًّا كاملًا.
(2) لا يخضع أحد في ممارسة حقوقه وحرياته إلا الحدود التي يفرضها القانون، غرضها الوحيد هو تأمين الاعتراف بحقوق الآخرين وحرياتهم واحترامها، وتحقيق مقتضيات الأخلاق.
المادة 30: لا يجوز تفسير أي نص من نصوص هذا الإعلان بما يولي أي دولة أو جماعة أو فرد الحق في الاشتراك في أي نشاط أو القيام بأي عمل يرمي إلى تقويض الحقوق والحريات المثبتة فيه.

## محمد مندور بين الفكر الأدبى..والفكر السياسى
كتبت آلاء عثمان في صحيفة «اليوم السابع» بتاريخ 23 نوفمبر 2015: «أقيمت الجلسة الثانية من احتفالية» محمد مندور بين الفكر الأدبى..والفكر السياسى"، بالمجلس الأعلى للثقافة، بحضور الدكتور كريم مروة، والدكتور فتحى أبو العينين، والدكتور محمد عبد المطلب، وأدارها الدكتور صلاح فضل. وقال الناقد الدكتور كريم مروة، إن محمد مندور كان منذ شبابه الباكر منخرطًا في العمل السياسى، ربما بوعى فطرى، أو ربما بتأثير معين من عائلته التي كانت تتعاطى السياسة، لاسيما منذ ثورة 1919، وكانت أوائل كتاباته في السياسة عام 1936 في الصحف الفرنسية، وهى مقالات مكرسة لدعم حزب الوفد في مواجهة الإنجليز لتهيئة الشروط الضرورية لاستقلال مصر السياسى، وسرعا ما وجد نفسه مشدودًا إلى حزب الوفد، فانضم إليه. وأضاف الدكتور كريم مروة، أن محمد مندور المثقف الديمقراطى، شق لنفسه داخل حزب الوفد طريقًا مختلفًا اتجه فيه نحو اليسار، متأثر بموقعه الاجتماعى، وكانت أفكاره المختلفة مع القيادة الرسمية لحزب الوفد، هي الأساس لتأسيس الطليعة الوفدية، وكتب في الأيام الأخيرة التي سبقت وفاته مقالًا تحت عنوان "لماذا اشتغلت في السياسة«، يوضح فيه لماذا انضم إلى حزب الوفد، متخيلا أنه يستطيع تطويره من الداخل بكتاباته الثورية».
كتب حمدي أبو جليل على موقع صحيفة الاتحاد الإماراتية في 29 يوليو 2005: «ان مندور كان مشتبكا على المستوى الفكري والسياسي مع كل ما كان يدور منذ بداية الثورة وحتى وفاته عام 1965، وكتابه 'الديمقراطية السياسية' الذي صدر قبل الثورة كان من أهم الأعمال التي مهدت لقيامها· وكان متورطا في صدام الكتاب والمفكرين والساسة مع ضباط يوليو عام 1954 وابدى رأيه فيه بشكل واسع ومفصل عبر عدد من المقالات تحدث فيها عن الانتخابات وأسس الدولة والاحزاب ورؤيته الساطعة لما سماه الجمهورية الاشتراكية وكانت مقالاته ضوءا ساطعا وسط ظلام دامس ساد تلك الفترة بسبب سياسات قادة الثورة وتهديدهم للحريات والديمقراطية»، أضاف كاتب المقال: «ان مندور فنّد الأفكار التي تبنتها الثورة ووضع النقاط فوق الحروف وطالب باوسع الحريات وتقدم بطلب لمجلس قيادة الثورة لاطلاق كافة الحريات وتصفية المعتقلات واباحة تكوين الأحزاب ونضاله السياسي بعد الثورة كان امتدادا لنضاله السياسي قبلها حيث واجه الباشوات الكبار لدرجة ان محمود ابوالفتح اطاح به من رئاسة تحرير صحيفة 'المصري' فاعتمد على نفسه، واشتغل بالمحاماة ولكن صحيفة السراي 'اخبار اليوم' تعقبته ونشرت خبرا مفاده ان مندور اصيب بالعمى لكي تطعن في قدرته على العمل بالمحاماة وبالفعل بدأ الزبائن سحب القضايا من مكتبه لكن ذلك لم يؤثر فيه وواصل معركته وخاض الانتخابات البرلمانية، ونجح وترأس لجنة التعليم وخاض نضالا شرسا ضد كل اشكال الفساد، وتردد على السجن أكثر من عشرين مرة وكتب ما اقلق الملك والباشوات وعقد صلة وطيدة مع كافة الكتاب الديمقراطيين، وتواصل مع الشيوعيين رغم اختلافه معهم».

## وصلات خارجية
http://livre2.com/livre/A23/A023041.pdf الديمقراطية السياسية
https://www.hindawi.org/books/69473937/ الديمقراطية السياسية
https://www.goodreads.com/book/show/41772245 الديمقراطية السياسية
http://www.alwasatnews.com/news/print/606087.html الديمقراطية السياسية
https://archive.org/details/20201230_20201230_1921 الديمقراطية السياسية